# Toyota Venza
Le Toyota Venza est un crossover fabriqué par le constructeur automobile japonais Toyota. Destiné au marché nord-américain, son principal concurrent est la Nissan Murano.

## Présentation
Le Venza est construite à la Toyota Motor Manufacturing Kentucky (TMMK) à Georgetown, dans le Kentucky. La production a commencé le 10 novembre 2008.

## Motorisation
Le Toyota Venza est proposée en deux motorisations. La première est un 4 cylindres en ligne de 2,7 litres qui développe 182 ch. La deuxième est un moteur V6 de 3,5 litres qui développe 268 ch.

## Sécurité
Le Toyota Venza est munie de six coussins gonflables, le système antipatinage, le contrôle de stabilité électronique, le système d'alarme (non disponible sur le modèle de base, optionnel sur les modèles AWD, V6 et V6 AWD) et le système antivol.

## Transmission
Le Toyota Venza dispose d'une transmission automatique à six vitesses avec mode manuel.

## Galerie photos

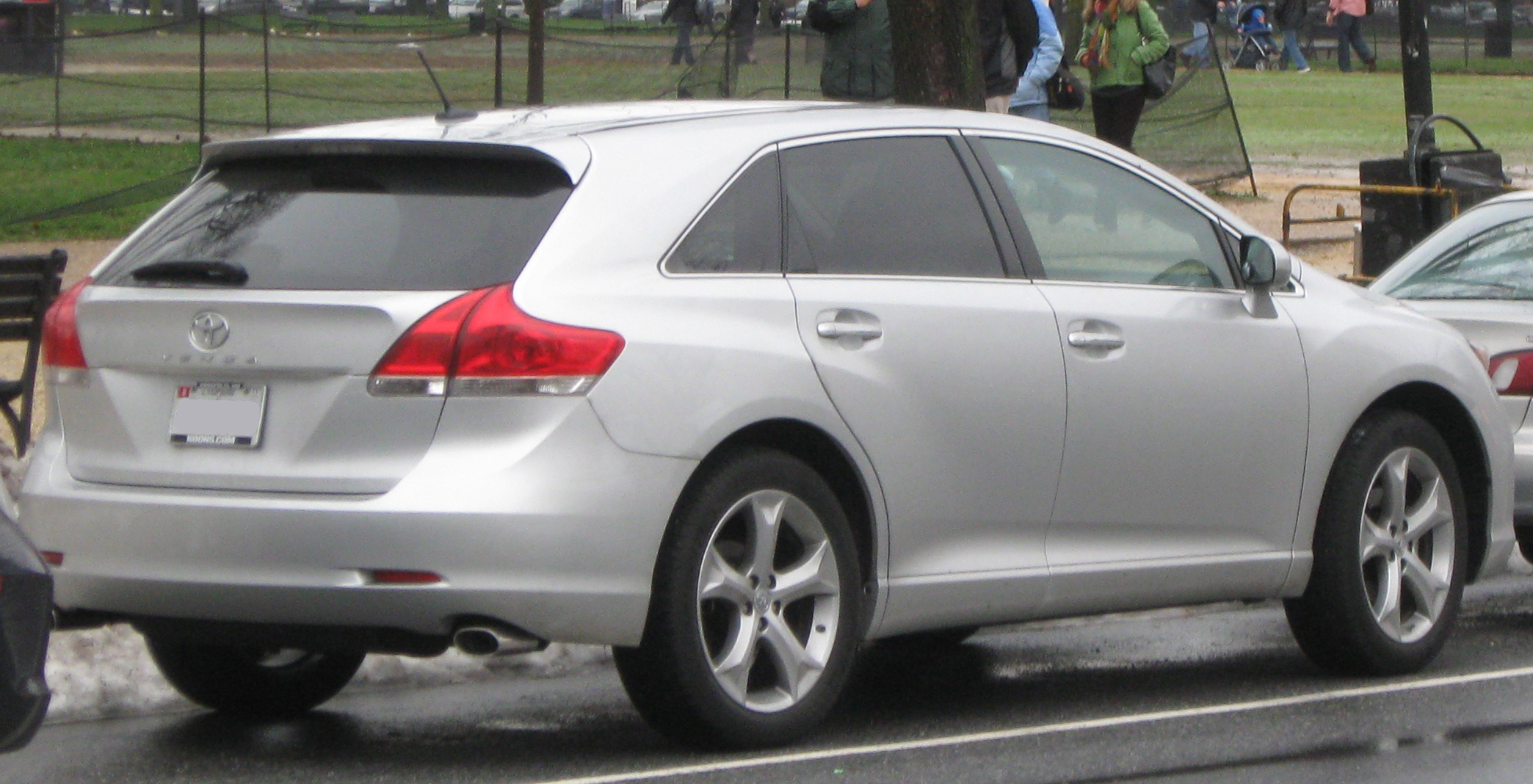
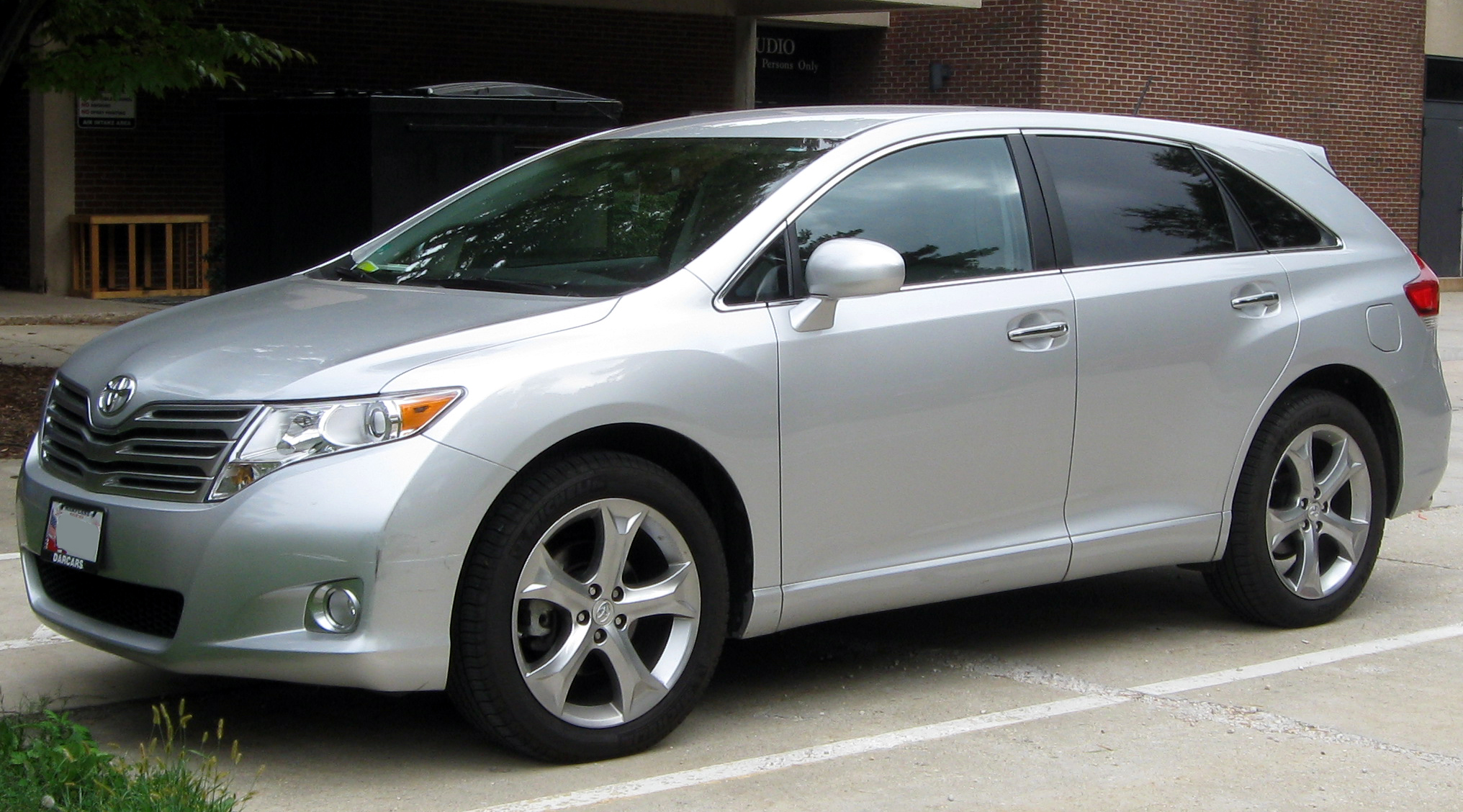
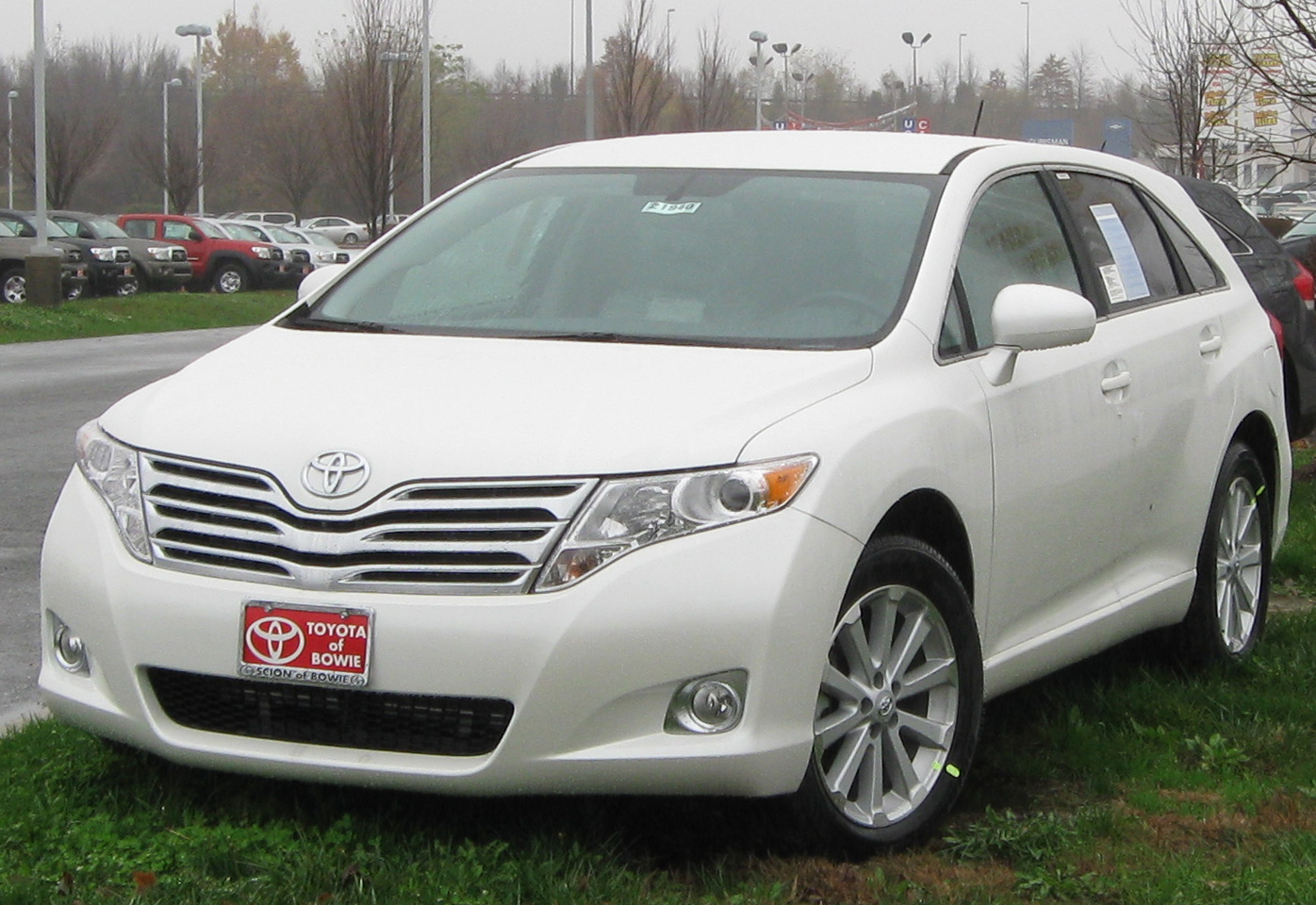
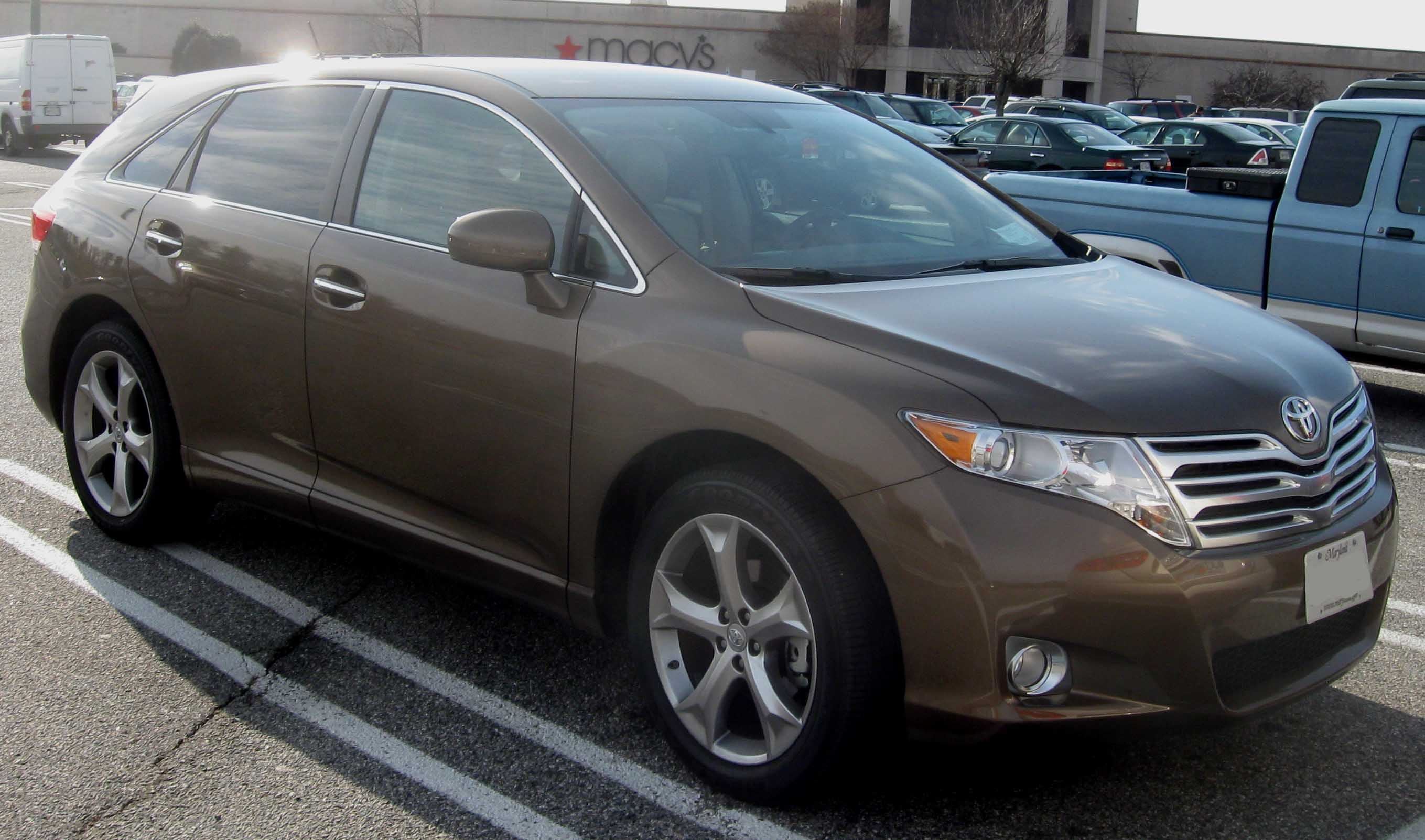
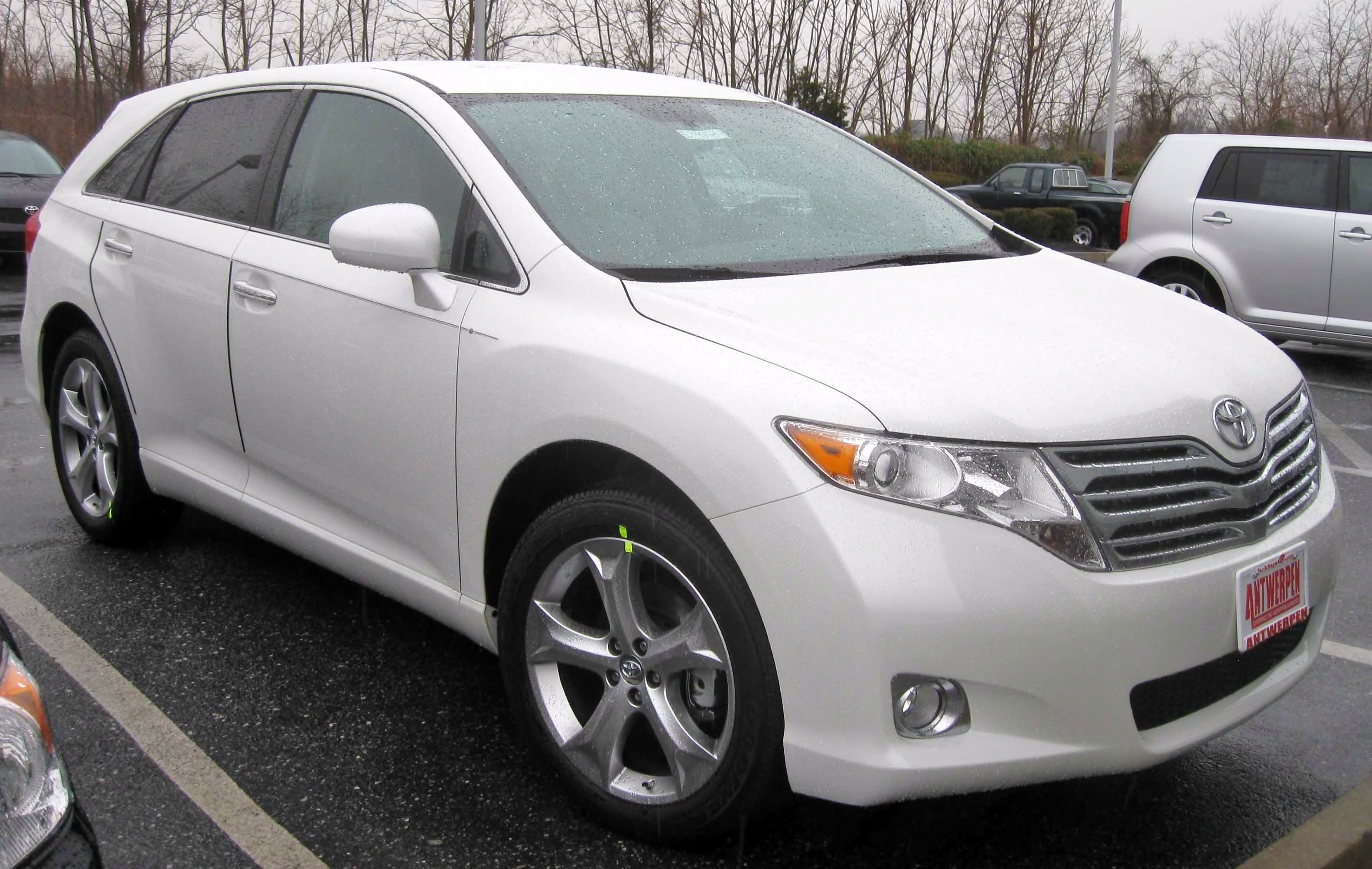

## Ventes
| Année | Etats-Unis | Canada |
| ----- | ---------- | ------ |
| 2008  | 1,474      |        |
| 2009  | 54,410     | 12,375 |
| 2010  | 47,321     | 12,468 |
| 2011  | 38,904     | 13,159 |
| 2012  | 43,095     | 11,294 |
| 2013  | 35,846     | 9,167  |
| 2014  | 29,991     | 7,630  |
| 2015  | 21,351     | 6,129  |
| 2016  | 589        | 5,971  |
| 2017  | 14         | 1,680  |
| 2018  | 9          |        |
| 2019  | 9          |        |